# Charakteristická funkce
Jako charakteristická funkce se v matematice označuje taková funkce, která pro nějakou podmnožinu A dané množiny X indikuje, které prvky X patří do A, to znamená, že její hodnota pro prvky množiny A je rovna jedné, pro všechny ostatní body nule.

## Definice
{\displaystyle \chi _{A}:X\rightarrow \{0,1\}} je charakteristická funkce množiny A v množině X, pokud platí
{\displaystyle \chi _{A}(x)=\left\{{\begin{matrix}1&{\mbox{pokud}}\ x\in A,\\0&{\mbox{pokud}}\ x\notin A.\end{matrix}}\right.}

## Značení
Značení charakteristické funkce není jednotné, mimo {\displaystyle \chi _{A}(x)} se používá také {\displaystyle 1_{A}(x)}, {\displaystyle c_{A}(a)} či dokonce jen A(x) (zejména v teorii vyčíslitelnosti).

## Vlastnosti
Jsou-li A a B dvě podmnožiny množiny X, pak platí
{\displaystyle \chi _{A\cap B}=\min\{\chi _{A},\chi _{B}\}=\chi _{A}\cdot \chi _{B},\,}
{\displaystyle \chi _{A\cup B}=\max\{{\chi _{A},\chi _{B}}\}=\chi _{A}+\chi _{B}-\chi _{A}\cdot \chi _{B},}

## Speciální tvary
- pokud je charakteristická funkce množiny A obecně rekurzivní, je množina A rekurzivní